# Municipalité du district de Jurbarkas
La municipalité du district de Jurbarkas (en lituanien : Jurbarko rajono savivaldybė) est l'une des soixante municipalités de Lituanie. Son chef-lieu est Jurbarkas.

## Seniūnijos de la municipalité du district de Jurbarkas
- Eržvilko seniūnija (Eržvilkas)
- Girdžių seniūnija (Girdžiai)
- Juodaičių seniūnija (Juodaičiai)
- Jurbarko miesto seniūnija (Jurbarkas)
- Jurbarkų seniūnija (Jurbarkai)
- Raudonės seniūnija (Raudonė)
- Seredžiaus seniūnija (Seredžius)
- Skirsnemunės seniūnija (Skirsnemunė)
- Smalininkų seniūnija (Smalininkai)

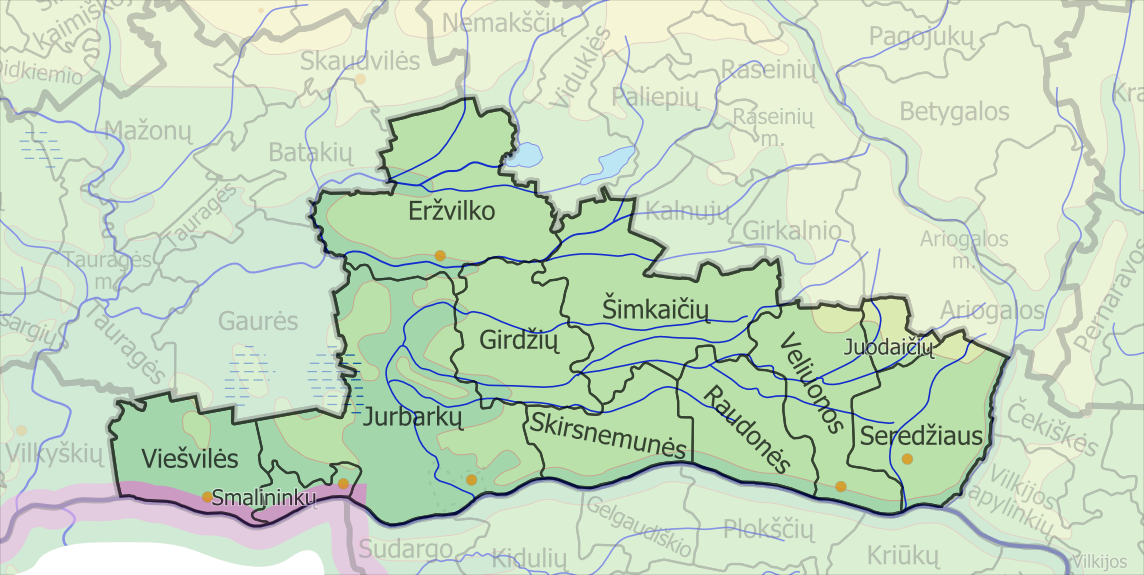
Seniūnijos de la municipalité du district de Jurbarkas.

- Šimkaičių seniūnija (Šimkaičiai)
- Veliuonos seniūnija (Veliuona)
- Viešvilės seniūnija (Viešvilė)